# Sabine Huynh

Sabine Huynh (2012)

Sabine Huynh (hebräisch סבין הוין; * 1972 in Saigon, Vietnam) ist eine israelisch-französische Autorin, Übersetzerin und Literaturkritikerin.

## Leben
Huynh wurde 1972 in Saigon geboren und wuchs später in Lyon, England, den USA, Kanada und Israel auf. In Kanada arbeitete sie als Postdoktorandin am Soziolinguistik-Labor der Universität Ottawa.
Im Jahr 2000 begann sie in The Dudley Review (Harvard University) zu veröffentlichen, darunter Studien über die Sprache in mehrsprachigen Gesellschaften. Zurzeit lebt sie in Tel Aviv-Jaffa. Sie übersetzt englische, hebräische und italienische Lyrik ins Französische.

## Werke
- Elvis à la radio (2022)
- Loin du rivage (2022)
- Parler peau (2019)
- Dans le tournant/Into the Turning (2019)
- Avec vous ce jour-là / Lettre au poète Allen Ginsberg (2016)
- Kvar lo (2016)
- Tu amarres les vagues (2016)
- La sirène à la poubelle (2015)
- En taxi dans Jérusalem (2014)
- Ville infirme, corps infini (2014)
- Tel Aviv / ville infirme / corps infini (2014)
- Les colibris à reculons (2013)
- La mer et l'enfant (2013)